# Conops diffusipennis
Conops diffusipennis är en tvåvingeart som beskrevs av Camras 1957. Conops diffusipennis ingår i släktet Conops och familjen stekelflugor. Inga underarter finns listade i Catalogue of Life.